# 地球環境ファシリティ
地球環境ファシリティ（ちきゅうかんきょうファシリティ、GEF:Global Environment Facility）とは、開発途上国や経済移行国において、国や地域、あるいは地球規模のプロジェクトが、地球環境問題の解決に貢献しようとした際に新たに必要となる追加費用として、多国間資金を無償で提供する国際的な資金メカニズムである。 

## 設立の経緯
1989年にフランスのアルシュで開催された第15回先進国首脳会議（アルシュ・サミット）

において、フランスが提案した基金設立案をドイツが支持した。これを受けて世界銀行と国際通貨基金（IMF）との委員会で開発途上国に対する地球環境問題に取り組むためのファシリティ設立が検討された。その後、世界銀行、国際連合開発計画（UNDP）、国際連合環境計画（UNEP）の3機関によって、1991年5月に1994年6月までのパイロット・フェーズとしてGEFを設立し、環境条約の下で機能するよう推進された。

1992年の環境と開発に関する国際連合会議（UNCED）を受け、開発途上国の発展には資金援助が必要とされる名目にGEFが機能することになった。それは、生物の多様性に関する条約及び気候変動枠組条約を実行するための資金メカニズムを担う役割である。
GEFが担う主な役割は次の2つ。
1. 地球規模の環境問題を開発プロセスに組み入れ、各種条約の目標を実現するためのファシリテーターとしての役割
2. 資金供与メカニズムとしての役割

そして、持続可能な開発を主に開発途上国において実現していくための基本的な枠組みが合意され、1994年から正式に運用開始されている。

## 経過
- 1991年5月以降：パイロット・フェーズ、資金規模8.6億ドル
- 1994年7月以降：フェーズI（GEF-1）、資金規模20.2億ドル
- 1998年7月以降：フェーズII（GEF-2）、資金規模27.5億ドル
- 2002年7月以降：フェーズIII（GEF-3）、資金規模30.0億ドル
- 2006年7月以降：フェーズIV（GEF-4）、資金規模31.3億ドル

## 概要
GEFからの資金供給とそのプログラムを受託するには、UNCEDで採択された条約に加盟していることが原則であり、資金提供を希望する未加盟の開発途上国は該当の条約に加盟することになる。経済移行国については、条約加盟国であることが前提条件であり、その必要性が審査される。そして、GEFで意思決定されれば、先進国から拠出した資金がGEF運営戦略に基づき原則無償提供されるプログラムとして発足する。
GEFの意思決定機構は、3年から4年に1回開催される総会、半年に1回開催される評議会、その下に事務局が設けられており、評議会にて実質的な意思決定が行われる。事務局はワシントンD.C.の世界銀行内に置かれる。また、評議会はGEFの活動について年次承認を行い、特に比重の大きい生物多様性と気候変動に関する支援については、評議会がそれぞれの条約における締約会議の決定事項に従うことで協調性が保たれる。
次の多数国間条約がGEFを資金メカニズムとしている。
- 生物の多様性に関する条約（CBD）
- 気候変動枠組条約（UNFCCC）
- オゾン層保護基金（モントリオール議定書）
- 残留性有機汚染物質に関するストックホルム条約（POPs条約）
- 砂漠化対処条約（UNCCD）

## 運用機関
先進国が拠出した資金は世界銀行に設けられた「GEF信託基金」に納められる。これを、世界銀行はプロジェクト投資の実施と基金管理、UNDPは技術協力プロジェクトの実施、プロジェクトに関する推進と管理、UNEPは地球的規模の分析と評価、地域越境関連を取り扱う役割分担される。この3機関がプロジェクトを進行する実施機関である。また、GEFの国際的な役割の拡大に伴い、執行機関として国連専門組織と地域開発銀行などが新たに加わっている。
実施機関
- 世界銀行（WB）
- 国際連合開発計画（UNDP）
- 国際連合環境計画（UNEP）

執行機関
- アフリカ開発銀行（AfDB）
- アジア開発銀行（ADB）
- 欧州復興開発銀行（EBRD）
- 国際連合食糧農業機関（FAO）
- 米州開発銀行（IDB）
- 国際農業開発基金（IFAD）
- 国際連合工業開発機関（UNIDO）

プロジェクトの実施には民間セクターの参加を推進しており、NGO、NPO、科学者等や民間企業とのパートナーシップを重要視している。NGO関係者は評議会にオブザーバーとしてプロジェクトに関して発言力を持つことが可能であり、プロジェクトが実施される現地では、大小さまざまな規模のパートナーが活動している。

## 対象分野
資金提供の対象分野は、生物多様性の保護、気候変動（地球温暖化の防止）、オゾン層の保護、国際水域汚染の防止（産業廃棄汚染水の処理）に加えて、土地劣化の防止（砂漠化、森林減少）、残留性有機汚染物質の対策（POPs）の6分野に拡大された。これらは運営プログラムにおいて対象項目別に分けられ、必要に応じて再構築される。
主な運営プログラムは次の通り。
- 生物多様性
  - 乾燥・半乾燥生態系
  - 沿岸・海洋・淡水生態系
  - 森林生態系
  - 山岳生態系
  - 条約対応能力構築活動
  - 短期的対応策
- 気候変動
  - 再生可能エネルギーに対する障害の除去
  - 温室効果ガス低排出エネルギー技術の費用削減
  - エネルギー効率・保全
  - 持続可能な輸送手段
  - 条約対応能力構築活動
  - 短期的対応策
- 国際水域
  - 水全般
  - 汚染
  - 土地と水の複合的な領域
- 総合生態管理
- 残留性有機汚染物質（POPｓ）
- 土地劣化（砂漠化・森林減少）

## プロジェクトの種類
資金援助を行う際には、プロジェクトの計画とその性格が評議会の承認を得て実施される。プロジェクトは個別に要件が多種多様かつ拡大しているため柔軟性が持たされており、その手順はGEFプロジェクトサイクルとして規定されている。案件が承認されれば政府、主要関係機関、民間企業、NGO等によるプロジェクトが支援される。
提案できるプロジェクトの種類は次の通り

フルサイズ・プロジェクト（Full-Sized Projects）
GEFの3実施機関による直接関与や途上国政府機関が関与する100万ドル以上の大規模なプロジェクト。
中規模プロジェクト（Medium-Sized Projects）
100万ドル未満のプロジェクトで、迅速な支援や幅広い主体の参加を可能としているプロジェクト。
条約対応能力構築プロジェクト（Enabling Activities）
45万ドル未満のもので、条約加盟国が通報や計画策定などの基本的義務を果たす能力を育成するための支援事業。
小規模融資プログラム（Small Grants Programme）
対象分野に関連する地域社会問題に取り組むNGO等の活動を支援。5万ドル以下。UNDPがGEFを代表して運用している。
プロジェクトの概念を構築して資金供与を申請するに当たり、PDF（プロジェクト準備、プロジェクト形成資金）という支援を受けられる仕組みがある。これは、大規模、中規模等プロジェクトのコンセプトが容認された場合、その案件を具体的に整理するための準備資金として支援される。
次の3種類について資金提供の対象が定められている。
PDF（a）
プロジェクトやプログラム案件整理の段階。上限2.5万ドル。
PDF（b）
プロジェクト提案書を作成するために必要な情報を収集、資金融資申請に必要な資料の作成。上限70万ドル。
PDF（c）
大規模なプロジェクト案件整理のための調査費用等として。上限100万ドル。
GEFの資金提供を受けたプロジェクトは順次整理した後にデータベースとして一般公開される。

## 日本の環境政策とGEF
日本はパイロット・フェーズ発足時よりGEF信託基金に拠出しており、アメリカ合衆国に次ぐ第2位の資金拠出国である。その資金運用は主に開発途上国に対してGEFプログラムとして実施され、持続可能な開発から予防的取組や汚染者負担原則を考慮した適用など、多様な側面で運用される資金メカニズムが構築されていた。
こうした中、中国の環境問題が国際的に問題視され続けていた。
2002年10月、中国政府の要望であり日本をはじめ多数国が後押しした、中国にて第2回GEF総会が開催された。大勢の関係者とマスコミが見守られる北京国際会議場で日本政府主催によるサイドイベント「日本の環境政策とGEF」を進行した。その内容は、日本が抱えた環境問題の取組み、克服する過程、環境政策に関する経済的手法、そして経験による地球環境問題に対する貢献が紹介され、中国へのNGOや民間セクターによる関与を明確にした。そこで培われた技術はASEAN地域において必要不可欠であることが付け加えられた。このイベントにより四大公害病のみ抽出した報道が大きく取り扱われ有名となる。GEFは、総会により対象分野に土地劣化（砂漠化、森林減少）及び残留性有機汚染物質（POPs）を正式に加えた。
中国北西部の砂漠化に関する取組みは主にNGO及び民間セクターによって進められ、国境を越える黄砂及び酸性雨等についてはGEFが直接的に関与することになり、2003年1月、アジア太平洋経済社会委員会（UNESCAP）、砂漠化対処条約事務局（UNCCD）、UNEP及びアジア開発銀行（ADB）からなる4国際機関と日本、中国、韓国、モンゴルの4カ国による「ADB-GEF黄砂対策プロジェクト」を発足した。
これは、黄砂のモニタリングと早期警報ネットワークを確立するプログラムと、黄砂のメカニズムを解明しその対策に関するマスタープランの2つが準備され、第2回GEF総会を経て2002年12月にGEFとADBに合意されたプロジェクトである。

黄砂等が深刻な地球環境問題に取上げられる理由は、いわゆる越境大気汚染である。そのプロセスは、黄砂発生源における砕屑物粒子が空気の流れにより浮遊し、粒子を混入した空気（風）は安定した流れ（層流）に成り易く、細砂が地上高く舞い上がり、粒径の大きい粒子から順次降下して発生源付近から周辺地域に被害をもたらし、自由大気に達した粒子は速やかに遠くまで運搬される。その運搬過程において、粒子はカビや細菌類を付着し、さらに近年では窒素酸化物、硫黄酸化物、水銀などを付着して、偏西風に乗った粒子の降下が日本列島、ハワイ諸島、北アメリカなどで確認されている。問題は、飛来した黄砂にPOPsが含まれていることにあり、降下した地点毎の粒子を分析すれば、POPs等の汚染物質が付着した特定の地域と、その経年変化が明らか（証拠）になることである。その被害を一番大きく受けかつ発生源に近い日本列島における黄砂に付着した有害物質等は、朝鮮半島を通過し西日本に飛来した黄砂と中国本土から直接東日本に飛来した黄砂の差異まで確認されている。2006年、日本政府は黄砂と酸性雨の抑制と防止するためのメカニズム解明の鍵となる黄砂発生付近の観測情報を入手すべく、中国政府に対して無償資金協力を決定した。

この、第2回GEF総会を開催した2002年は日中国交正常化30周年にあたり、両国間における相互依存性の深まりは十分に確認されていた。中国は2001年12月にWTO加盟を果たし、積極的に日本と貿易を行い、アメリカ合衆国を抜き最大の対日輸出国となり、環境問題への取組みを契機に日中韓FTAの早期締結の兆しがあった。一方、黄砂問題に関する取組みでは日本の資金提供によりモンゴルの経済成長が見込まれたが、会合によりプロジェクト限定とされた。また、中国と韓国は、日本をはじめ北アメリカ、欧州連合などから金属廃棄物を受け入れており、国内で再利用や再生使用されている。ここでは、再利用後の処分と再生時に発生する汚染物質の問題は、金属廃棄物を排出した国からは非難できない。この問題に関連して、中国は経済的手法を積極的に取り入れ、2007年に発効した電子情報製品生産汚染防止管理弁法は評価されている。なお、FTAに関しては、日中韓各国が単独でASEAN諸国と締結する運びとなり、2002年11月に中国はASEAN諸国と「包括的経済協力のための中国・ASEAN枠組み協定」に調印、2002年12月には日本・シンガポール新時代経済連携協定が発効した。国際的には地域共同体として影響力を発揮するASEAN+3である。